# مقاطعة ميرسير (إلينوي)
مقاطعة ميرسير (بالإنجليزية: Mercer County)‏ هي إحدى المقاطعات في ولاية إلينوي في الولايات المتحدة الأمريكية.